# Hidrometria
La hidrometria és una part de la hidrologia que mesura el volum d'aigua que circula per una secció d'un conducte en un temps donat. El nom deriva del grec hydro (aigua) i metron (mesura).
A més de mesurar la quantitat d'aigua que circula per la secció d'un riu, canonada o canal, també s'ocupa de processar la informació sobre els sistemes de reg o la distribució d'aigua en una ciutat, amb la finalitat de conèixer la quantitat d'aigua disponible i l'eficiència de la seva distribució.
Els procediments més habituals per calcular de corrents d'aigua en sistemes de reg es basen en estimar la velocitat mitjana en una secció corresponent:
{\displaystyle Q=A\,{\bar {v}}}
on
{\displaystyle Q}: cabal, mesurat en m³ per segon.

{\displaystyle A}: àrea de la secció transversal, mesurada en m².

{\displaystyle {\bar {v}}}: Velocitat mitjana de l'aigua, mesurada en metres per segon.
Sistema hidromètric
És el conjunt de procediments necessaris per conèixer el volum d'aigua d'un sistema, per millorar-ne la distribució.
Xarxa hidromètrica
És el conjunt de punts de mesurament de l'aigua d'un sistema, de manera que permeti relacionar la informació, i és el suport físic de la xarxa.
Punts de control
Són aquells on es mesura el cabal.
Registre
És el conjunt de dades recollides. La seva utilització posterior depèn d'on s'hagin pres les dades.
Report
Resultat final del procés.